# Рофеле-Кађованикола (Арецо)
Рофеле-Кађованикола је насеље у Италији у округу Арецо, региону Тоскана.
Према процени из 2011. у насељу је живело 19 становника. Насеље се налази на надморској висини од 811 м.